# Ercole Strozzi

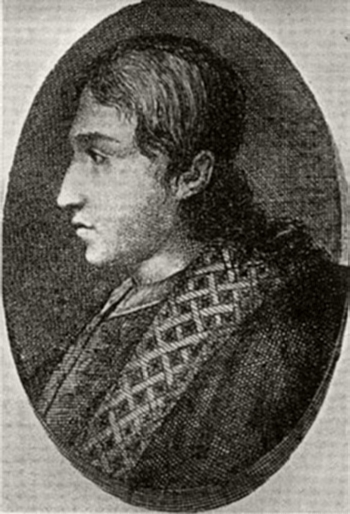
Ercole Strozzi

Ercole Strozzi (Ferrara, 2 september 1473 – aldaar, 6 juni 1508) was een Italiaans dichter en staatsman in het hertogdom van Ferrara, goede vriend van Pietro Bembo, vertrouweling van Lucrezia Borgia.

## Biografie
Ercole Strozzi was de zoon van de bekende dichter en staatsman, Tito Vespasiano Strozzi. In navolging van zijn vader schreef hij ook elegische gedichten. Dit deed hij niet zonder succes. Op slechts dertigjarige leeftijd werd hij als een betere dichter en Latinist beschouwd dan zijn vader. 
Hoewel hij door een aangeboren afwijking met een kruk moest lopen, had hij een grote aantrekkingskracht op vrouwen.
Als politicus was Ercole niet geliefd bij het volk. Hij had hoge belastingen ingesteld en zijn optreden was vaak hard. Desalniettemin kende hij alle hooggeplaatste personen uit zijn tijd, van Isabella en Alfonso d’Este tot Ariosto.
Vanaf 1497 nam hij het ambt van Giudice dei XII Savi over van zijn vader die vanwege gezondheidsredenen moest stoppen.
In 1502 streefde Ercole ernaar om kardinaal te worden. Rond die tijd kwam Lucrezia Borgia naar Ferrara toe, vanwege haar huwelijk met Alfonso d’Este. Vanwege zijn ambities en Lucrezia’s eenzaamheid raakte hij al snel met haar bevriend. Ercole hield van dure kleding en goede parfums, maar hij kon dit niet betalen. Door vrienden te worden met een rijke, jonge vrouw hielp hij niet alleen haar, maar zeker ook zichzelf. Zijn plan om kardinaal te worden liet hij varen. Of hij wilde zich volledig aan Lucrezia toewijden of hij vond het lastiger om kardinaal te worden dan hij had verwacht. 
Algauw was hij voor Lucrezia tot nut. Hij had namelijk een affaire met een Venetiaanse edelvrouw. Hierdoor bracht hij veel tijd in Venetië door. In die tijd waren de winkels daar gevuld met elegante, prachtige en exotische goederen. Van Lucrezia, de hertogin, werd verwacht dat zij een trendsetter was. Ercole winkelde voor Strozzi en kreeg uiteraard een beloning voor zijn diensten. Zo kwam Strozzi al snel in de vertrouwenskring van Lucrezia Borgia terecht.
Lucrezia was verliefd op Francesco Gonzaga, de markies van Mantua. In het voorjaar van 1508 stuurde Strozzi onder de naam 'Zilio' brieven naar Gonzaga die door Lucrezia gedicteerd waren.
Doordat alle namen in de brieven veranderd waren en de feiten oppervlakkig gehouden werden, konden deze liefdesverklaringen zonder argwaan verstuurd worden.
Ondertussen was Strozzi in september 1507 getrouwd met Barbara Torelli. Hiervoor was zij getrouwd, maar toch hadden zij en Ercole al een paar jaar een relatie. Op 24 mei 1508 bracht zij een dochter ter wereld. Na de bevalling van Lucrezia schreef Strozzi een genethliacon, een geboortelied, ter ere van haar pasgeboren zoon. Op het moment van zijn dochters geboorte was hij bezig met een gedicht over de dood.
Deze elegie zou hij nooit afmaken. Op 5 juni ging Ercole Strozzi, na een dag hard werken, ’s avonds nog een luchtje scheppen. De volgende morgen werd hij dood aangetroffen. Hij had tweeëntwintig messteken, zijn keel lag open.

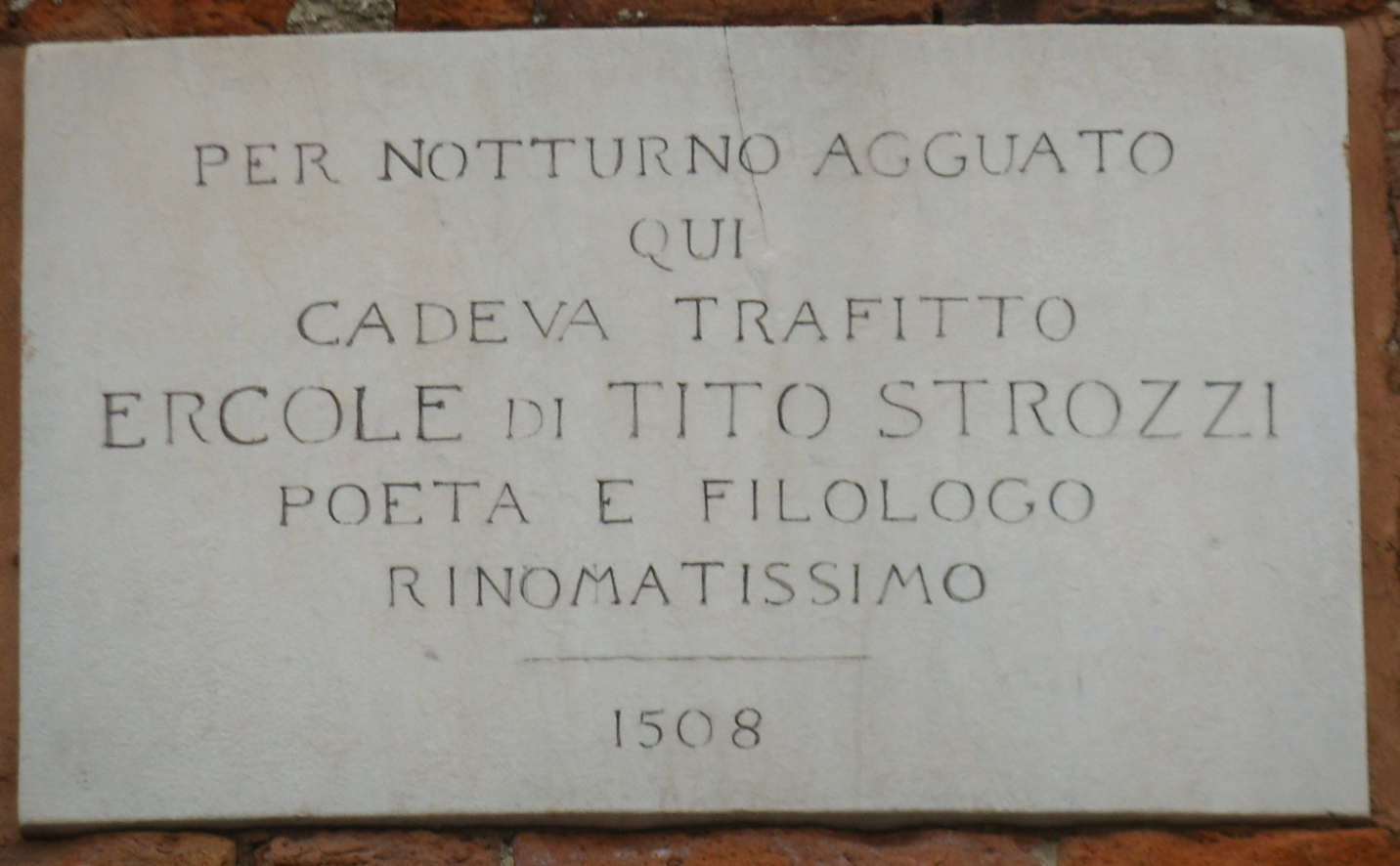
Gedenksteen voor de moord op Ercole Strozzi in de Via Savonarola in Ferrara

Hoewel Strozzi een vertrouweling van Lucrezia was, werd er door Alfonso d’Este geen actie ondernomen om de moordenaar op te sporen. Hierdoor kwamen er vele theorieën in de wereld omtrent Ercole’s overlijden. Was de hertog zelf verliefd op Barbara Torelli of was hij jaloers op Lucrezia’s gevoelens jegens Strozzi? Had Lucrezia zelf de opdracht gegeven voor de moord, omdat de liefde van Strozzi en Barbara haar tegenstond? Of was het een politiek complot om de eenzame positie van Lucrezia aan het Ferrarese hof nog eenzamer te maken?
Na Ercole’s dood bundelde de uitgever Aldo Manuzio in 1513 de dichtwerken van Ercole Strozzi samen met die van zijn vader in de bundel Strozii poetae pater et filius.